# Izquierda Española
Izquierda Española es un partido político extraparlamentario español.

## Historia
El partido fue inscrito en el registro del Ministerio del Interior el 27 de diciembre de 2023. Fue fundado por su secretario general, el abogado y director del think tank (laboratorio de ideas) El Jacobino, Guillermo del Valle y está formado por personas procedentes, por un lado, del sector progresista de Ciudadanos como Félix Ovejero,Francesc de Carreras; por otro, antiguos militantes del PSOE como María Muñiz de Urquiza (eurodiputada  entre 2009 y 2014), Soraya Rodríguez(portavoz del grupo parlamentario socialista del Congreso de 2012 a 2014 y eurodiputada de Ciudadanos) y Eduardo Sotillos (Portavoz del gobierno entre 1982 y 1985 siendo presidente Felipe González); por otro, antiguos miembros del sector socialdemócrata de UPyD, y también antiguos miembros de Izquierda Unida como Juan Francisco Martín Seco (economista de Julio Anguita) o Ángel Pérez (dirigente de IU-Comunidad de Madrid).También lo integran personas de la sociedad civil que han ostentado cargos públicos en el ámbito del progresismo.

## Ideario
Izquierda Española es un partido que reivindica el progresismo, cuyo valor fundamental es el principio de igualdad en todos los planos. El partido esgrime que los partidos políticos de izquierdas como el PSOE, Sumar o Podemos han llevado a cabo una deriva muy peligrosa hacia la desigualdad en nombre de la exaltación particular de las identidades diferenciales de los distintos territorios de España. IE argumenta que no se pueden hacer políticas de izquierdas haciendo pactos de gobierno con partidos como el PNV, Junts, ERC o EH Bildu ―a quienes IE considera de extrema derecha por representar al nacionalismo identitario― en los que son incluidas políticas reaccionarias como pactos fiscales para las regiones ricas, la ruptura de la Hacienda común o la ruptura del Estado, pues son políticas que llevan aparejada la ruptura de la redistribución de la renta.
IE es un partido centralista que quiere acabar con el Estado de las Autonomías, apostando por un modelo unitario, simétrico, igualitario y centralizado políticamente en el que las competencias esenciales, como educación, sanidad, seguridad, justicia y fiscalidad, sean competencias exclusivas del Estado central. Guillermo del Valle apoya el centralismo porque cree que un estado unitario fuerte es el más adecuado para garantizar la igualdad de todos los ciudadanos, sin importar la región en la que residan, así como también para abordar la urgente reindustrialización que el modelo productivo necesita, llevar a cabo una fuerte redistribución de la riqueza y sustituir la economía de libre mercado por un modelo de economía planificada que garantice las condiciones materiales de la vida como condición de posibilidad para la libertad de los ciudadanos. En cuanto a la forma política del estado español, IE aboga por «una república unitaria y centralista donde la redistribución y la solidaridad sean imperativas, sin excusas forales, cantonalistas, neofeudales, plurinacionales o confederales».
IE, como UPyD en su día, se opone tanto a los nacionalismos periféricos como al nacionalismo español. La formación cree que hay que combatir a los nacionalismos periféricos con claridad y firmeza, no con un retrógrado nacionalismo español como el de Vox. Guillermo del Valle asegura que «cualquier nacionalismo es profundamente reaccionario y es primo hermano del racismo y la xenofobia, o sea, es la ideología de la extrema derecha». IE no está a favor de ilegalizar a los partidos nacionalistas periféricos, pero sí de combatirlos ideológicamente sin asumir el marco que quieran imponer ni considerarlos nunca como medidor del progresismo. Sin embargo, IE rechaza también el patriotismo español a diferencia de UPyD porque «España no es una quintaesencia ni un sentimiento». Izquierda Española afirma ser una «izquierda internacionalista que no se envuelve en identitarismos baratos, una izquierda que defiende la unidad de España porque, aunque no tenga ningún sentimiento identitario ni de pertenencia a la nación española, es un instrumento necesario para que haya igualdad entre conciudadanos, una izquierda que está más preocupada en mejorar la vida de los españoles que en exaltar las diferencias entre ellos». En contraposición a la nación identitaria o étnica que defiende Vox, IE defiende España como «una nación política a la que la historia nos ha traído y que hay que asumir con naturalidad, una nación basada en el concepto de ciudadanía común en la que ninguna identidad es un filtro para acceder a la misma y en la que todos sus ciudadanos son iguales». En este sentido, afirman que «la idea de España que tiene Vox, a veces nacionalcatólica y otras veces neoliberal, es aberrante».
La principal diferencia entre Izquierda Española y UPyD, según Guillermo del Valle, es que «IE no reivindica la transversalidad del progresismo ni defiende el socioliberalismo, que trata de hacer un equilibrio complicado entre socialdemocracia y liberalismo». Asimismo, el líder de IE asegura que «los liberales económicos de Ciudadanos, partido que también nació con la intención de hacer dicho equilibrio, acabaron siendo la hegemonía». En consonancia, IE cierra las puertas a la derecha liberal, ya que es un partido político 100% socialista y socialdemócrata que rechaza profundamente el liberalismo económico porque considera inaceptables las enormes desigualdades económicas que impiden ser libres a los más pobres y débiles. IE defiende «una España más justa y cohesionada» y, para ello, apuesta por «defender el Estado social, revertir las políticas neoliberales y de privatización, reformar el sistema fiscal para que sea justo y progresivo y volver a poner sobre la mesa cuestiones como el trabajo, los derechos laborales, los servicios públicos, la vivienda o la iniciativa pública».

## Resultados electorales
Se presentó a las Elecciones al Parlamento Europeo de 2024 recibiendo 32.717 votos, el 0,18% de los emitidos en España.No obtuvo representación.
El partido celebró los días 7 y 8 de junio de 2025 su congreso fundacional en Madrid, en el que participaron figuras de la izquierda española como Cándido Méndez, Soraya Rodríguez o el economista Juan Francisco Martín Seco. En este congreso resultó elegida una nueva ejecutiva permanente, liderada por Guillermo del Valle. 